# 短脉杜鹃
短脉杜鹃（学名：Rhododendron brevinerve）为杜鹃花科杜鹃花属下的一个种。

## 扩展阅读
- 維基物種上的相關：短脉杜鹃